# Itahuania
Itahuania es una localidad peruana ubicada en la región Madre de Dios, provincia de Manu. Se encuentra a una altitud de 377 m s. n. m. Tiene una población de habitantes en 1993.